# سوسیگنس
سوسیگنس یا سوسیجنس (به یونانی: Σωσιγένης) یک اخترشناس یونانی اهل اسکندریه در سدهٔ یکم قبل از میلاد بود که، طبق گفته‌های پلینی بزرگ در تاریخ طبیعی، به ژولیوس سزار در تنظیم تقویم ژولینی کمک کرد.